# Андре Мирер
Андре Мирер (швед. André Myhrer) шведски је алпски скијаш који се такмичи углавном у техничким дисциплинама, а специјалиста је за трке слалома.
Дебитовао је у тркама светског купа у јануару 2004, а до прве победе дошао је у Бивер Крику у америчкој савезној држави Колорадо у децембру 2006. године. Такмичио се у укупно 14 сезона Светског купа током којих је остварио шест победа, као и 16 пласмана међу прва три (све у слалому). У сезони 2011/12.. освојио је мали кристални глобус у слалому, док је у укупном пласману заузео 11. место.
Четвороструки је учесник олимпијских игара, олимпијски победник на Зимским олимпијским играма 2018. у Пјонгчангуу и освајач бронзане медаље у слалому на Зимским олимпијским играма 2010. у Ванкуверу. Учествовао је и на 8 светских првенстава, и освојио три медаље у екипном такмичењу.

## Резултати у светском купу

### Пласман на крају сезоне
| Сезона  | Укупан пласман | СЛ | ВС | СВ | СП | К  |
| ------- | -------------- | -- | -- | -- | -- | -- |
| 2003/04 | 89             | 37 | —  | —  | —  | —  |
| 2004/05 | 34             | 9  | —  | —  | —  | —  |
| 2005/06 | 39             | 12 | —  | —  | —  | —  |
| 2006/07 | 44             | 13 | —  | —  | —  | —  |
| 2007/08 | 48             | 19 | 38 | —  | —  | —  |
| 2008/09 | 33             | 11 | 46 | —  | —  | 28 |
| 2009/10 | 42             | 13 | —  | —  | —  | —  |
| 2010/11 | 18             | 3  | —  | —  | —  | —  |
| 2011/12 | 11             | 1  | 26 | —  | —  | —  |

#### Кристални глобуси
| Сезона | Дисциплина |
| ------ | ---------- |
| 2012   | Слалом     |

### Победе у Светском купу
- 6 победа - (све у слалому)
- 16 подијума - (14 у слалому, 2 у паралелном слалому)

| Сезона    | Датум              | Место               | Дисциплина       | Пласман |
| --------- | ------------------ | ------------------- | ---------------- | ------- |
| 2004/05.. | 25. јануар 2005.   | Шладминг            | слалом           | 3.      |
| 2004/05.. | 27. фебруар 2005.  | Крањска Гора        | слалом           | 2.      |
| 2006/07.. | 3. децембар 2006.  | Бивер Крик          | слалом           | 1.      |
| 2009/10.. | 17. јануар 2010.   | Венген              | слалом           | 2.      |
| 2009/10.. | 13. март 2010.     | Гармиш-Партенкирхен | слалом           | 3.      |
| 2010/11.. | 14. новембар 2010. | Леви                | слалом           | 2.      |
| 2010/11.. | 6. јануар 2011.    | Загреб              | слалом           | 1.      |
| 2010/11.. | 25. јануар 2011.   | Шладмиг, Аустрија   | слалом           | 2.      |
| 2011/12.. | 21. децембар 2011. | Флахау              | слалом           | 2.      |
| 2011/12.. | 15. јануар 2012.   | Венген              | слалом           | 2.      |
| 2011/12.. | 19. фебруар 2012.  | Банско              | слалом           | 2.      |
| 2011/12.. | 21. фрбруар 2012.  | Москва              | паралелни слалом | 3.      |
| 2011/12.. | 11. март 2012.     | Крањска Гора        | слалом           | 1.      |
| 2011/12.. | 18. март 2012.     | Шладмиг             | слалом           | 1.      |
| 2012/13.  | 11. новембар 2012. | Леви, Финска        | слалом           | 1.      |
| 2015/16.. | 11. новембар 2012. | Стокхолм            | паралелни слалом | 2.      |
| 2015/16.. | 20. март 2016.     | Санкт Мориц         | слалом           | 1.      |